# Giuliana Morandini
Giuliana Morandini (Pavia di Udine, 17 luglio 1934 – Roma, 22 luglio 2019) è stata una scrittrice, saggista e critica letteraria italiana.

## Biografia
Nativa della provincia di Udine, visse poi a Venezia e a Roma; critica letteraria, pubblicò volumi e articoli sulla letteratura tedesca. Nella sua narrativa sono centrali le figure femminili, spesso calate in ambientazioni mitteleuropee; tra i temi più cari vi sono quello delle frontiere e delle minoranze. 
Vinse il "Premio Prato" per la narrativa nel 1978 per I cristalli di Vienna. Oltre al Premio Viareggio Saggistica 1977 per E allora mi hanno rinchiusa (reportage sui manicomi femminili italiani), ottenne anche il Viareggio per la narrativa 1983 con Caffè Specchi, ambientato a Trieste, mentre nel 1987 con Angelo a Berlino ricevette il Premio Selezione Campiello e nel 1992 il Premio Flaiano per Sogno a Herrenberg.

## Opere

### Curatele
- La voce che è in lei. Antologia della narrativa femminile italiana fra '800 e '900, Milano, Bompiani, 1980
- Maria Celeste Galilei, Lettere al padre, Torino, La Rosa, 1983

### Narrativa
- I cristalli di Vienna, Milano, Bompiani 1978
- Ricercare Carlotta, Teramo, Lisciani & Zampetti, 1979
- Caffè Specchi, Milano, Bompiani, 1983
- Angelo a Berlino, Milano, Bompiani, 1987,
- Sogno a Herrenberg, Milano, Bompiani, 1991
- Giocando a dama con la luna, Milano, Bompiani, 1996
- Notte a Samarcanda, Genova, Marietti, 2006

### Saggi
- E allora mi hanno rinchiusa: testimonianze dal manicomio femminile, Milano, Bompiani, 1977
- Da te lontano, Trieste, Dedolibri, 1989
- Sospiri e palpiti. Scrittrici italiane del Seicento, Genova, Marietti, 2001

### Teatro
- Le insensate, 2004